# John Henry (folklórhős)
John Henry egy amerikai népi hős. Az afroamerikai felszabadított férfi (más források szerint elítélt volt, akit kényszermunkára osztottak be) állítólag "acélfúró emberként" dolgozott, akinek az volt a feladata, hogy egy acélfúrót üssön a sziklába, hogy lyukakat készítsen a robbanóanyag számára, amellyel később a sziklát fel lehetett robbantani egy vasúti alagút építése során.
John Henry történetét egy klasszikus blues népdal meséli el, amely számos változatban létezik, és számos történet, színdarab, könyv és regény tárgya volt.

## A legenda

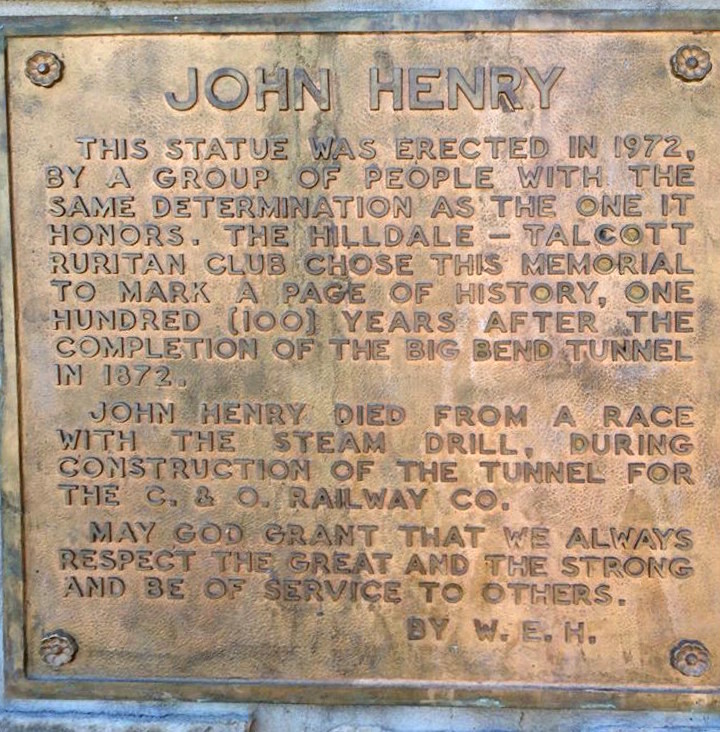
John Henry legendájának emléktáblája (Talcott, Nyugat-Virginia)

A legenda szerint John Henry acélfúróként dolgozott egy vasútépítésen, ahová egy gőzzel hajtott sziklafúró gép is érkezett. Félve a munkája elvesztése miatt és mert bizonyítani akarta erejét és kitartását, versenyre hívta az új gépet.
A versenyen John Henry kalapácsosként egy rázóemberrel dolgozott együtt, aki vésőszerű fúrót tartott a hegyi sziklához, míg a kalapácsos egy pöröllyel csapott le arra. Ezután a rázó elkezdte ringatni és görgetni: a fúrót tekergette és forgatta, hogy optimalizálja a fúró harapását. A gőzfúrógép tudott fúrni, de nem tudta lerázni a forgácsot, így fúrófeje nem tudott tovább fúrni, és gyakran elromlott.
Bár John Henry a versenyt megnyerte, szíve a stressztől felmondta a szolgálatot és kalapáccsal a kezében halt meg.
John Henry a jelképe azon hátrányos helyzetű, kisebbségi embereknek, akik szorgalmukkal szeretnék embertársaikat lenyűgözni, hogy ezzel kompenzálják helyzetüket és így elismerést vívjanak ki. Ám a megfeszített munka végül nem elismeréshez, hanem tragédiához vezet.
A verseny helyszínéül különböző helyszíneket említenek, köztük a nyugat-virginiai Big Bend alagutat, vagy a virginiai Lewis alagutat és az alabamai Coosa Mountain alagutat.

## Története
A John Henry-legenda számos aspektusának történelmi pontossága vitatott. Scott Reynolds Nelson kutató szerint a valódi John Henry 1848-ban született New Jerseyben, és szilikózisban halt meg, nem pedig a fizikai munka túlerőltetése miatt.
Több helyszínt is felvetettek arra az alagútra, amely építése során John Henry meghalt.